# Max Jacob (poppenspeler)
Max Jacob, internationaal ook bekend als Makkusu Yakopu (Bad Ems, 10 augustus 1888 - Hamburg, 8 december 1967),  was een Duits poppenspeler. Hij was oprichter van de Hohnsteiner Puppenspiele.

## Levensloop
Nadat Jacob in 1921 als toeschouwer voor het eerst een poppenspel had bijgewoond, schafte hij verschillende handpoppen aan en bracht hij dat jaar op zijn verjaardag in Hartenstein (Saksen) zijn eerste korte opvoering ten tonele. Het publiek bestond grotendeels uit vrienden van de vereniging Wandervogel (vertaald zwervers) waar hij al een tijd lid van was.
Uit deze opvoering ontwikkelde zich de groep Hartensteiner Puppenspiele die steeds omvangrijker werd en daarom van standplaats moest wisselen naar de burcht van Hohnstein. De burcht, die als jeugdherberg diende, zorgde voortdurend voor nieuwe aanwas van geïnteresseerd publiek. Sinds de wissel groeide het poppentheater, inmiddels onder de naam Hohnsteiner Puppenspiele, uit tot een internationaal bekend gezelschap.
Jacob en zijn Kasperfamilie, zoals de kunstenaarsgroep om hem heen zich noemde, woonden in eerste instantie op Burg Hohnstein en brachten daar ook hun Kasperspiele ten uitvoer. Tot de Kasperfamilie behoorden niet alleen de poppenspelers zelf, maar ook hun vrouwen, en verder de houtbeeldhouwer en poppenmaker Theo Eggink en de kostuummaker Elisabeth Grünwaldt, beide vrienden van Jacob uit de Wandervogel-vereniging. Met deze groep lukte het Jacob om zijn theater uit de sfeer van jaarmarkten te halen en het als opvoedingsmethode en theatervorm neer te zetten.
Sinds de jaren dertig werden zijn teksten op het gebied van poppentheater gepubliceerd en ook in andere talen vertaald. Hij produceerde verder talrijke films, vooral korte films waaronder Kaspers Reise um die Welt in 1950, en avondvullende producties. Ook produceerde hij opnamen voor radio en in latere instantie voor televisie.
In 1933 moest Jacob met zijn gezelschap de burcht verlaten. In dit jaar kreeg het nazisme de Duitse politiek in zijn greep en vorderden de nazi's de burcht. De burcht werd daarop omgevormd tot concentratiekamp.
Het gezelschap vertrok naar een eigen huis dat bestemd was voor meerdere families, vanaf dan het Kasperhaus genoemd, en door de gemeente ter beschikking was gesteld. Later werd hem ook nog het poppenspeelhuis van de Wereldtentoonstelling van 1937 in Parijs ter beschikking gesteld voor opvoeringen. In Parijs had hij daar dat jaar zelf ook een opvoering ten tonele gebracht. De faam van het gezelschap steeg en gaf internationaal gastoptredens. 
In de jaren veertig werd zijn Hohnsteiner Bühne ingezet voor ontspanning en vermaak van Duitse soldaten. Daarbij diende zijn theater tijdens de nazidagen als "hét" voorbeeldige Duitse poppentheater. Na de Tweede Wereldoorlog werd hem daarom vaak een groot gebrek aan afstand van het naziregime verweten.
Na de oorlog vervolgde Jacob zijn carrière met zijn Hohnsteiner Puppenbühne in Hamburg. Veel van zijn vroegere medewerkers waren in de oorlog omgekomen of waren zelfstandig verdergegaan, onder wie Rudolf Fischer.
In 1953 nam hij afscheid van het actieve poppenspel. Ander poppenspelers, zoals Friedrich Arndt, Harald Schwarz en Erich Kürschner, zetten zijn werk bij het Hohnsteiner op zijn ingeslagen weg voort.
Wel bezocht hij nog steeds vakvergaderingen en bleef hij nauw verbonden aan opleidingen voor het poppentheater. In 1957 werd hij benoemd tot voorzitter van de wereldvereniging voor poppentheater, de  Union Internationale de la Marionnette (UNIMA). Dit ambt bleef hij bekleden tot aan zijn dood in 1967. Jacobs vrouw Marie bleef in het Kasperhaus wonen tot aan haar dood in de jaren negentig, evenals Eggink en Grünwaldt.